# Station Marchienne-au-Pont
Station Marchienne-au-Pont is een spoorwegstation langs spoorlijn 124 (Brussel - Charleroi) in Marchienne-au-Pont, een deelgemeente van de stad Charleroi.
In het station is ook een aftakking naar spoorlijn 112 (La Louvière - Charleroi) en naar industrielijn 268A naar Rivage (Puits 2).
Het stationsgebouw is een kopie van het stationsgebouw van Edingen.
In de loop van 2021 zullen de loketten hier hun deuren sluiten en zal het station een stopplaats worden.
De NMBS is bezig met een onderzoek om dit station te hernoemen naar Charleroi-West (Frans: Charleroi-Ouest), als onderdeel van een groter plan waarbij het huidige station Charleroi-West zou worden verplaatst en hernoemd tot station Charleroi-Dampremy-La Planche.

## Treindienst
| Serie       | Treinsoort               | Route | Bijzonderheden |
| ----------- | ------------------------ | --- | --- |
| IC 05       | Intercity (NMBS)         | Charleroi-Centraal – Marchienne-au-Pont – Brussel-Zuid – Antwerpen-Centraal – Antwerpen-Luchtbal                                                                  | Rijdt alleen op werkdagen. |
| IC 07       | Intercity (NMBS)         | Charleroi-Centraal – Marchienne-au-Pont – Brussel-Zuid – Antwerpen-Centraal – Essen                                                                               | Rijdt alleen op werkdagen. |
| IC 25       | Intercity (NMBS)         | Moeskroen – Doornik – Bergen – Marchienne-au-Pont – Charleroi-Centraal – Namen – Luik-Guillemins – Herstal – Liers                                                | Rijdt in het weekend tussen Moeskroen en Liers. |
| IC 31       | Intercity (NMBS)         | [ Charleroi-Centraal – Marchienne-au-Pont – ] Brussel-Zuid – Mechelen – Antwerpen-Centraal                                                                        | In het weekend vanaf Charleroi-Centraal. |
| S 19        | GEN (NMBS)               | [ Leuven – ] Brussels Airport-Zaventem – Brussel-Luxemburg – Eigenbrakel – Nijvel – Marchienne-au-Pont – Charleroi-Centraal                                       | Rijdt in het weekend tussen Leuven en Nijvel. |
| S 62        | S-trein Charleroi (NMBS) | Luttre – Manage – La Louvière-Centrum – Marchienne-au-Pont – Charleroi-Centraal                                                                                   | Rijdt in het weekend tussen La Louvière-Centrum en Charleroi-Centraal.                                                                                         |
| S 1         | S-trein Brussel (NMBS)   | Charleroi-Centraal – /Nijvel – Brussel-Zuid – Mechelen – Antwerpen-Centraal                                                                                       | Op zondag een deel Brussel-Noord - Nijvel en een deel Brussel-Zuid - Antwerpen-Centraal. Tijdens de week eerste en laatste ritten van/naar Charleroi-Centraal. |
| L 4350C     | L-trein (NMBS)           | Charleroi-Centraal – Marchienne-au-Pont – Luttre – Manage – La Louvière-Centrum                                                                                   | Rijdt op werkdagen tussen 's-Gravenbrakel en Manage. |
| P 7720/8720 | Piekuurtrein (NMBS)      | Jemeppe-sur-Sambre – Charleroi-Centraal – Marchienne-au-Pont – Brussel-Zuid – Schaarbeek                                                                          | Rijdt alleen op werkdagen. |
| P 7770/8770 | Piekuurtrein (NMBS)      | [ Manage – [ Luttre ] / [ Bergen – Quévy ] / [ 's-Gravenbrakel ] ] / [ La Louvière-Zuid – [ Bergen ] / [ Luttre ] / [ Marchienne-au-Pont – Charleroi-Centraal ] ] | Rijdt alleen op werkdagen. |
| P 7790/8790 | Piekuurtrein (NMBS)      | Luttre – Marchienne-au-Pont – Charleroi-Centraal | Rijdt alleen op werkdagen. |
| ICT 6700    | Toeristentrein (NMBS)    | Charleroi-Centraal – Marchienne-au-Pont – Bergen – Doornik – Moeskroen – Brugge – Blankenberge                                                                    | Rijdt in juli en augustus. |

## Galerij

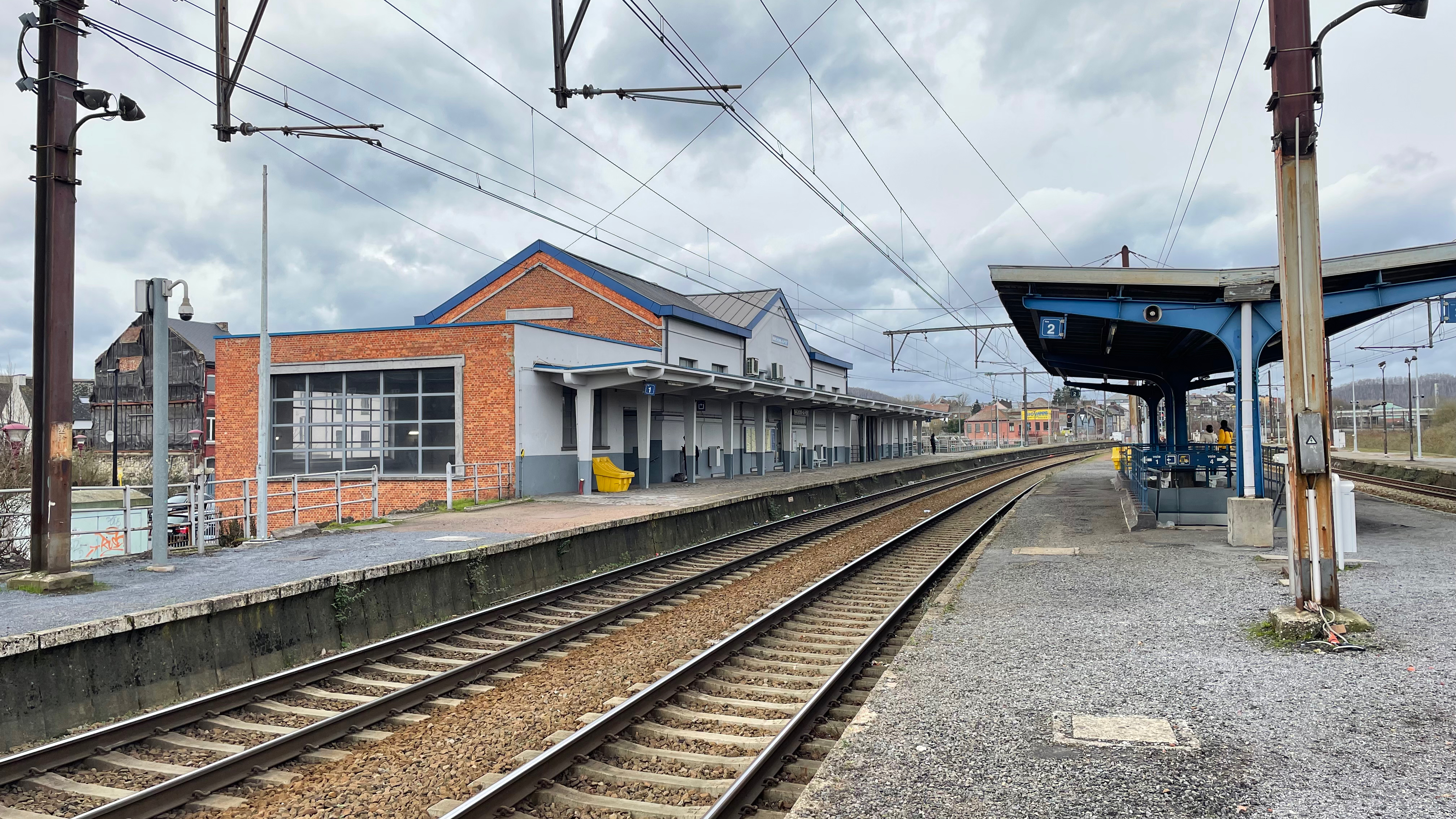
Het station
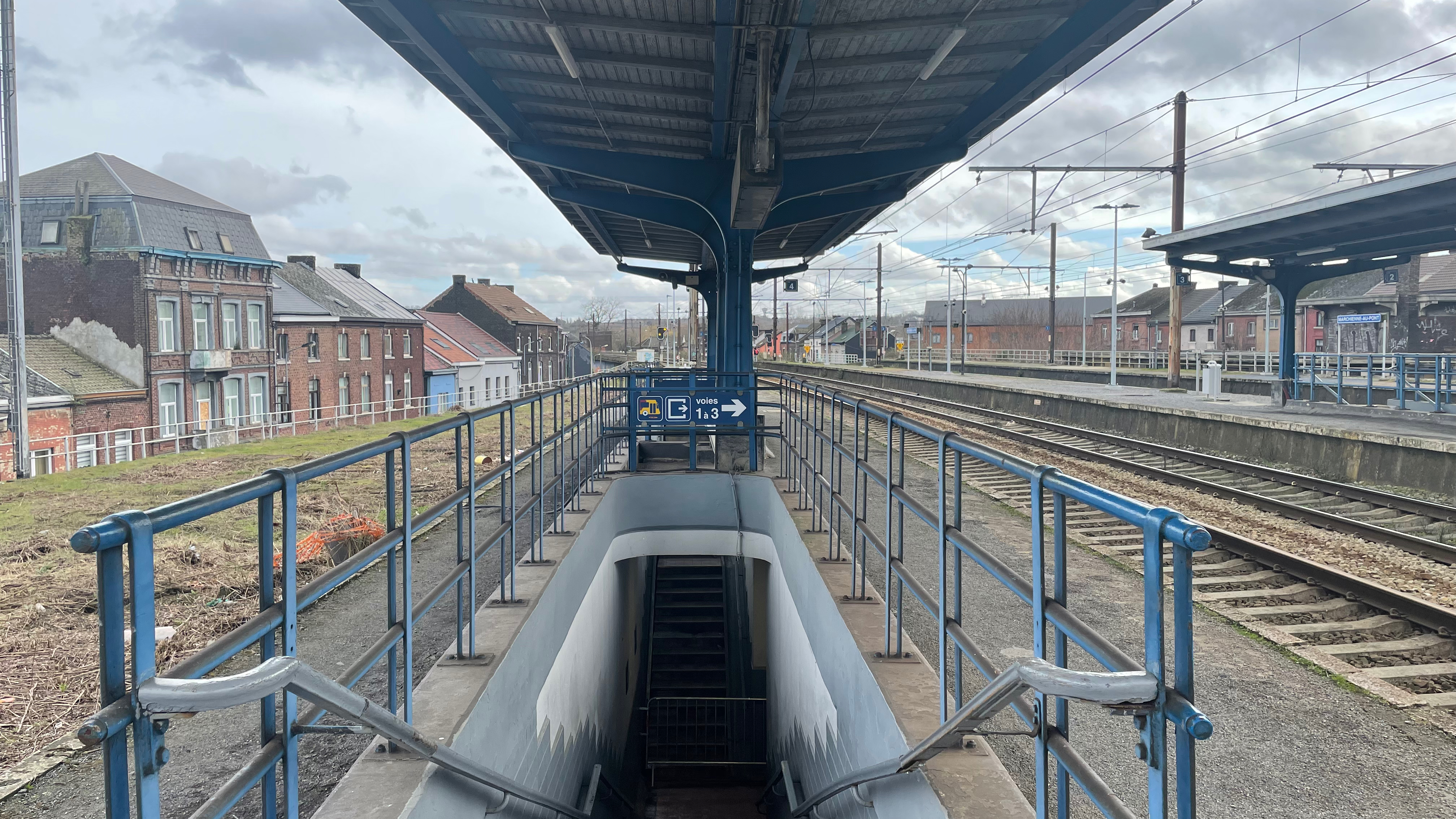
Perron 4
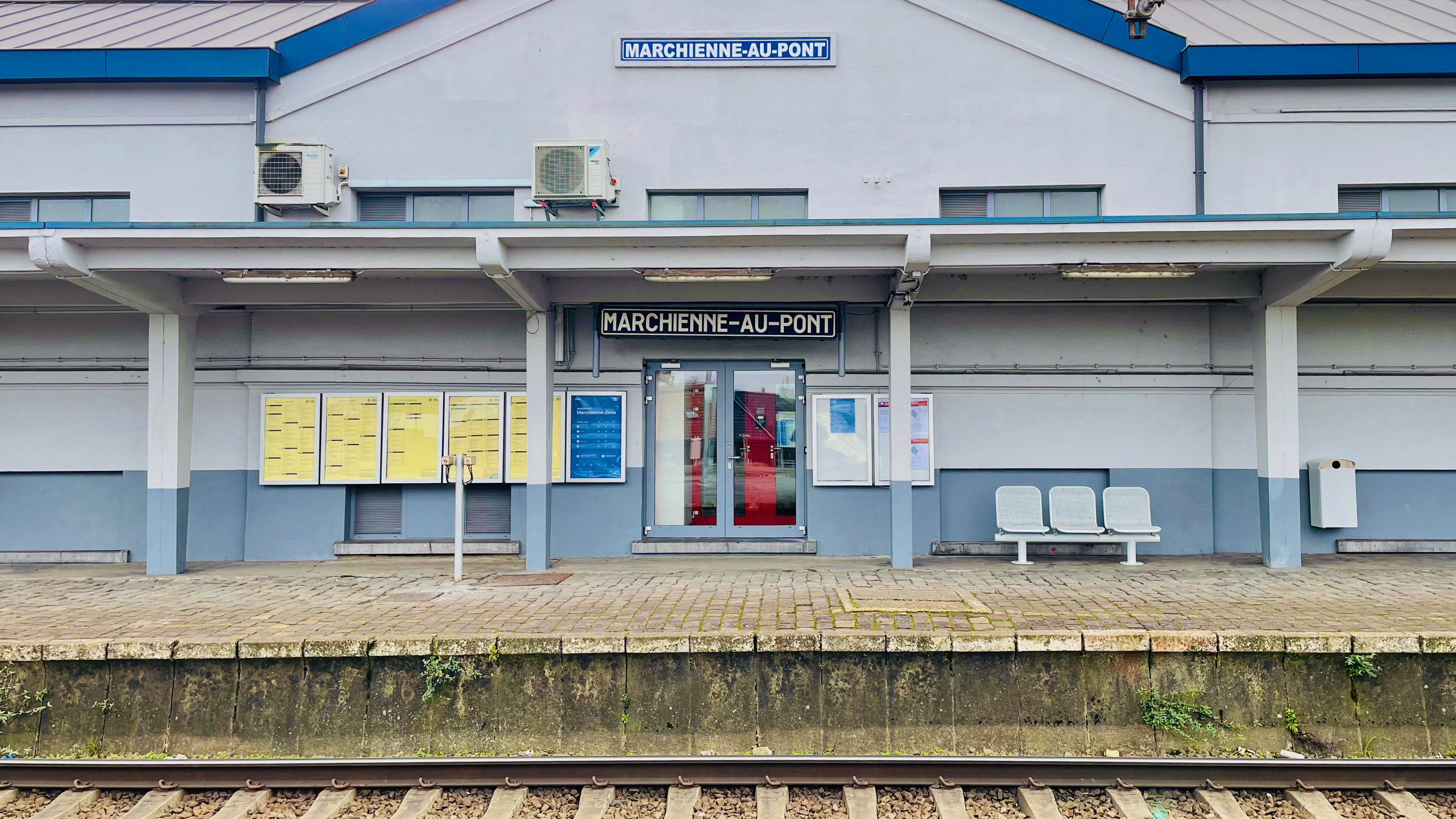
Plaatsnaambord
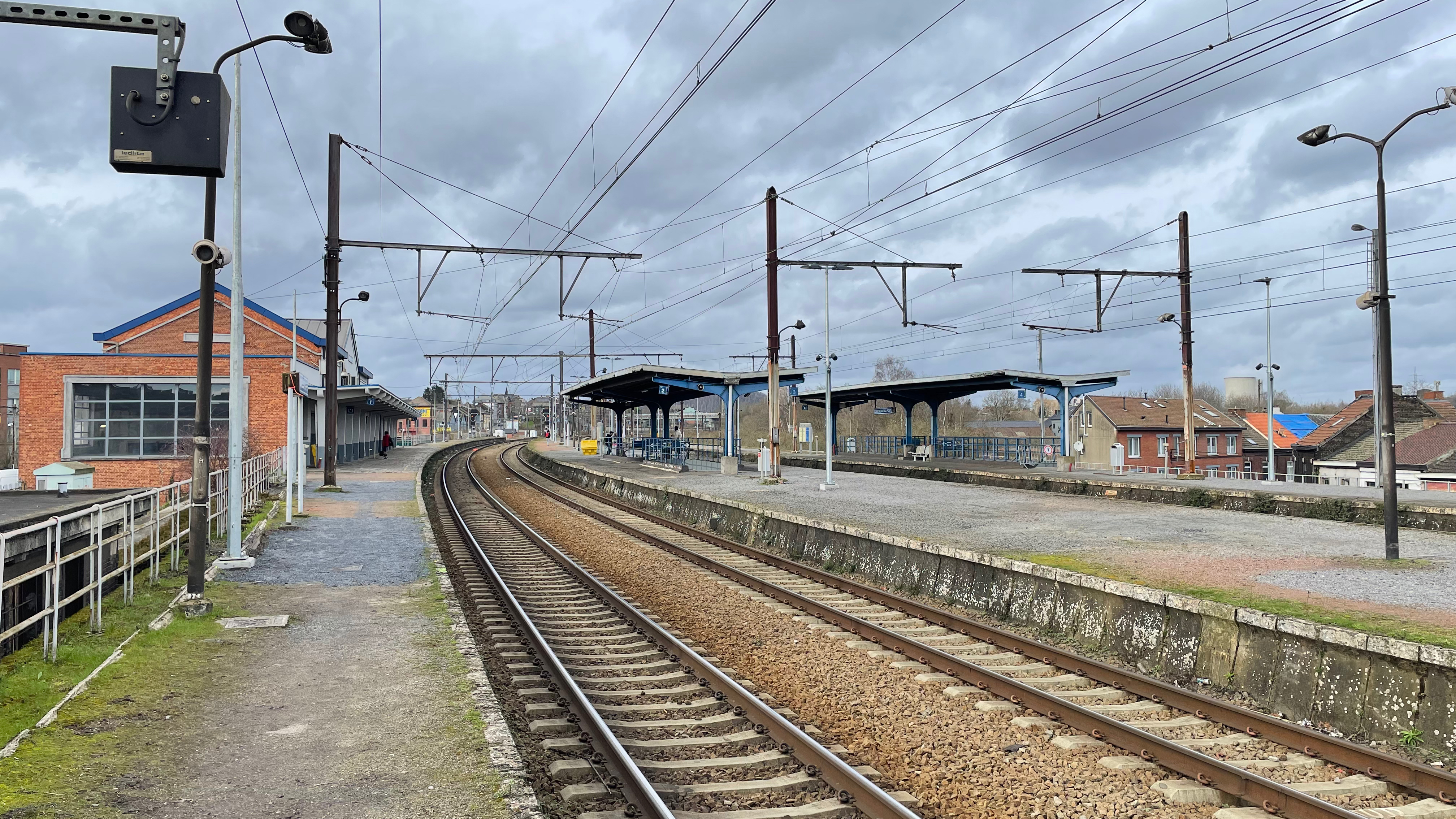
Zicht op de sporen

## Reizigerstellingen
De grafiek en tabel geven het gemiddeld aantal instappende reizigers weer op een week-, zater- en zondag.
| Tabel: aantal instappende reizigers station Marchienne-au-Pont | Tabel: aantal instappende reizigers station Marchienne-au-Pont | Tabel: aantal instappende reizigers station Marchienne-au-Pont | Tabel: aantal instappende reizigers station Marchienne-au-Pont |
|                                                                | Weekdag                                                        | Zaterdag                                                       | Zondag                                                         |
| -------------------------------------------------------------- | -------------------------------------------------------------- | -------------------------------------------------------------- | -------------------------------------------------------------- |
| 1977                                                           | 2 167                                                          | 853                                                            | 745                                                            |
| 1978                                                           | 2 237                                                          | 698                                                            | 613                                                            |
| 1979                                                           | 1 894                                                          | 628                                                            | 768                                                            |
| 1980                                                           | 1 769                                                          | 609                                                            | 578                                                            |
| 1981                                                           | 1 944                                                          | 585                                                            | 672                                                            |
| 1982                                                           | 1 857                                                          | 547                                                            | 656                                                            |
| 1983                                                           | 1 583                                                          | 615                                                            | 592                                                            |
| 1984                                                           | 1 520                                                          | 556                                                            | 554                                                            |
| 1985                                                           | 1 695                                                          | 513                                                            | 610                                                            |
| 1986                                                           | 1 588                                                          | 443                                                            | 480                                                            |
| 1987                                                           | 1 601                                                          | 475                                                            | 522                                                            |
| 1988                                                           | 1 716                                                          | 387                                                            | 414                                                            |
| 1989                                                           | 1 553                                                          | 467                                                            | 420                                                            |
| 1990                                                           | 1 451                                                          | 537                                                            | 476                                                            |
| 1991                                                           | 1 861                                                          | 453                                                            | 427                                                            |
| 1992                                                           | 1 556                                                          | 425                                                            | 404                                                            |
| 1993                                                           | 1 448                                                          | 416                                                            | 376                                                            |
| 1994                                                           | 1 439                                                          | 439                                                            | 428                                                            |
| 1995                                                           | 1 444                                                          | 444                                                            | 488                                                            |
| 1996                                                           | 1 530                                                          | 379                                                            | 408                                                            |
| 1997                                                           | 1 463                                                          | 414                                                            | 487                                                            |
| 1998                                                           | 1 197                                                          | 346                                                            | 314                                                            |
| 1999                                                           | 1 146                                                          | 284                                                            | 316                                                            |
| 2000                                                           | 1 210                                                          | 405                                                            | 376                                                            |
| 2001                                                           | 1 070                                                          | 356                                                            | 400                                                            |
| 2002                                                           | 1 003                                                          | 283                                                            | 364                                                            |
| 2003                                                           | 1 035                                                          | 325                                                            | 316                                                            |
| 2004                                                           | 1 024                                                          | 348                                                            | 297                                                            |
| 2005                                                           | 1 196                                                          | 656                                                            | 416                                                            |
| 2006                                                           | 1 106                                                          | 570                                                            | 313                                                            |
| 2007                                                           | 1 161                                                          | 466                                                            | 396                                                            |
| 2008                                                           | -                                                              | -                                                              | -                                                              |
| 2009                                                           | 1 156                                                          | 520                                                            | 478                                                            |
| 2010                                                           | -                                                              | -                                                              | -                                                              |
| 2011                                                           | -                                                              | -                                                              | -                                                              |
| 2012                                                           | 1 136                                                          | 540                                                            | 564                                                            |
| 2013                                                           | 1 226                                                          | 592                                                            | 443                                                            |
| 2014                                                           | 1 365                                                          | 760                                                            | 546                                                            |
| 2015                                                           | 1 509                                                          | 474                                                            | 485                                                            |
| 2016                                                           | 1 497                                                          | 561                                                            | 455                                                            |
| 2017                                                           | 1 622                                                          | 475                                                            | 487                                                            |
| 2018                                                           | 1 384                                                          | 898                                                            | 874                                                            |
| 2019                                                           | 1 490                                                          | 624                                                            | 534                                                            |
| 2020                                                           | 1 086                                                          | 408                                                            | 403                                                            |
| 2021                                                           | -                                                              | -                                                              | -                                                              |
| 2022                                                           | 1 638                                                          | 685                                                            | 640                                                            |
| 2023                                                           | 1 621                                                          | 762                                                            | 717                                                            |
| 2024                                                           | 1 642                                                          | 869                                                            | 850                                                            |

Charleroi-Central · 
Charleroi-Nord · 
Charleroi-Ouest · 
Charleroi-Sud-Quai · 
Charleroi-Ville-Haute · 
Couillet · 
 Couillet-Montignies · 
Dampremy · 
Gosselies · 
Goutroux · 
Jumet-Brûlotte · 
La Planche ·
La Villette ·
Lodelinsart · 
Lodelinsart-Ouest · 
Marchienne-au-Pont · 
Marchienne-Est · 
Marchienne-Zône · 
Marcinelle · 
Marcinelle-Haies · 
Monceau · 
Monceau-Usines · 
Montignies-Formation · 
Montignies-Neuville · 
Montignies-sur-Sambre · 
Mont-sur-Marchienne · 
Ransart · 
Roux
0,0: Marchienne-au-Pont ·
4,6: Goutroux ·
7,2: Fontaine-l'Évêque ·
Forchies ·
11,3: Piéton ·
13,4: Carnières ·
15,3: Morlanwelz ·
16,5: Mariemont ·
18,6: Haine-Saint-Pierre ·
19,1: La Louvière-Zuid ·
19,7: Haine-Saint-Paul ·
20,1: La Louvière-Bouvy ·
20,9: La Louvière-Centrum
0,0: Brussel-Zuid ·
2,1: Vorst-Oost ·
4,0: Ukkel-Stalle ·
5,6: Ukkel-Kalevoet ·
7,8: Linkebeek ·
9,1: Holleken ·
11,4: Sint-Genesius-Rode ·
12,6: De Hoek ·
15,5: Waterloo ·
18,8: Eigenbrakel ·
23,4: Lillois ·
28,1: Baulers ·
29,3: Nijvel ·
33,6: Bois-de-Nivelles ·
37,0: Obaix-Buzet ·
40,9: Luttre ·
43,4: La Chaussée ·
46,5: Courcelles-Motte ·
48,7: Roux ·
49,5: Monceau ·
52,9: Marchienne-au-Pont ·
53,7: Marchienne-Oost ·
55,9: Charleroi-Centraal